# Ханкок (округ, Джорджия)
Ха́нкок (англ. Hancock County) — округ штата Джорджия, США. Население округа на 2010 год составляло 9429 человек. Административный центр округа — город Спарта.

## История
Округ Ханкок основан 17 декабря 1793 года.

## География
Округ занимает площадь 1240 км2.

## Демография
Согласно Бюро переписи населения США, в округе Ханкок в 2000 году проживало 10076 человек. Плотность населения составляла 8,2 человек на квадратный километр.